# Ekaterina Bukina
Ekaterina Borisovna Bukina (in russo Екатерина Борисовна Букина?; Angarsk, 5 maggio 1987) è una lottatrice russa, medaglia di bronzo nella lotta libera categoria 75 kg alle Rio de Janeiro 2016.

## Palmarès
- Giochi olimpici

Rio de Janeiro 2016: bronzo nei 75 kg.
- Mondiali

Mosca 2010: bronzo nei 72 kg.
Istanbul 2011: argento nei 72 kg.
- Europei

Baku 2010: argento nei 72 kg.
Vantaa 2014: bronzo nei 72 kg.
Kaspijsk 2018: argento nei 76 kg.
Roma 2020: oro nei 76 kg.
- Giochi europei

Baku 2015: argento nei 75 kg.
- Universiadi

Kazan' 2013: oro nei 72 kg.